# سيجوريور جونسون
سيجوريور جونسون هو لاعب كرة قدم ومدرب كرة قدم آيسلندي في مركز الوسط، ولد في 27 سبتمبر 1966 في أكرانيس في آيسلندا. شارك مع منتخب آيسلندا تحت 17 سنة لكرة القدم ومنتخب آيسلندا لكرة القدم. أما مع النوادي، فقد لعب مع ابروتاباندلاج أكرانيس ودندي يونايتد وشيفيلد وينزداي ونادي أرسنال ونادي أوربرو ونادي بارنسلي.

## وصلات خارجية
- سيجوريور جونسون على موقع الاتحاد الأوربي (الإنجليزية)
- سيجوريور جونسون على موقع قاعدة بيانات كرة القدم.إي يو (الإنجليزية)
- سيجوريور جونسون على موقع ناشيونال فوتبول تيمز (الإنجليزية)
- سيجوريور جونسون على موقع عالم كرة القدم.نت (الإنجليزية)